# ポーギーとベス
『ポーギーとベス』（あるいは『ポギーとベス』、Porgy and Bess）は、アメリカの作曲家ジョージ・ガーシュウィンが死の2年前にあたる1935年に作曲した3幕9場からなるオペラである。様式から言うとミュージカルの先駆的な存在である。1920年代初頭の南部の町に住む貧しい黒人の生活を描いており、ジャズや黒人音楽のイディオムを用いて作曲されている。登場人物はごく数名の白人を除き全て黒人である。

## 概要
サウスカロライナ州チャールストンの小説家、エドワード・デュボーズ・ヘイワード（Edwin DuBose Heyward、1885年8月31日 - 1940年6月16日）は1925年、自身の住むチャールストンを舞台にした小説『ポーギー』を発表し、妻のドロシーの協力を得て1927年に舞台化した。ガーシュウィンは、兄のアイラ、作者のヘイワードと共にこの作品のオペラ化に取り組んだ（実際に製作にとりかかるには1926年に原作と出会ってから更に8年の歳月がかかる。DEAGOSTINI刊、The Classic Collection 第96号より）。作曲するにあたりガーシュウィンは実際にチャールストンに赴いて黒人音楽を研究し、その語法を取り込んだ。ガーシュウィン自身はこの作品を“アメリカのフォーク・オペラ”と評している。
1935年9月30日にボストンのコロニアル劇場で行われた初演の評価は芳しくなかったが、翌月の10月10日にニューヨークブロードウェイのアルヴィン劇場で行われた公演は成功し、連続公演が行われることとなった。
伝統的なヨーロッパのオペラとは一線を画しているが、現在では20世紀を代表するオペラ作品としてその地位を確立しており、管弦楽での抜粋や、ジャズアレンジが行われている。特に、第1幕第1場で歌われる「サマータイム」（ヘイワード作詞）は多くのミュージシャンにより、ジャンルの垣根を超えて取り上げられている。

## 演奏時間
約3時間。ただし、ブロードウェイ初演時（1935年）には、現行版より短縮された形での上演であったことが、チャールズ・ハムによるリハーサル用スコアの分析で明らかにされており、これに基づく復元上演が行われたこともある。

## あらすじ
海に面した黒人の居住区キャットフィッシュ・ロウ（“なまず横丁”）が舞台となっている。

### 第1幕
ある夏の夕方 - 夜
足の不自由な乞食のポーギーは給仕女のベスに思いを寄せている。ベスの内縁の夫クラウンは賭博のトラブルから仲間を殺し逃亡し、これをきっかけにベスはポーギーと一緒に暮らすことになる。住民たちはクラウンに殺されたロビンスの部屋に集まり、彼の死を悼むとともに、なけなしの金を出し合って葬儀の費用を捻出する。

### 第2幕
殺人事件の1ヶ月後 - その1週間後
ある天気のよい日、キャットフィッシュ・ロウの住民たちは離島にピクニックに出かける。ポーギーは足が不自由なために留守番である。ベスもピクニックに参加するが、島に隠れていたクラウンと出会ってしまう。島から戻ったベスは熱を出して寝込み、ポーギーは献身的に彼女を看病する。1週間後、回復したベスはクラウンとのことを告白し、ポーギーへの愛を誓う。
その翌日、ハリケーンがキャットフィッシュ・ロウを襲う。住民たちが集まっているところへクラウンが登場しポーギーと険悪なムードになるが、漁師ジェイクの妻クララが難破した夫の船を見つけ嵐の中へ飛び出して行く。クラウンは嵐を恐れる住民たちを臆病者と罵りクララを追う。

### 第3幕
ハリケーンの翌日 - その1週間後
嵐のために死んだ仲間のための葬式が終わった後、クラウンがポーギーの部屋に忍び込む。発見したポーギーは乱闘の末にクラウンを殺してしまう。翌日、警察による捜査が行われ、ポーギーは検死のために参考人として警察へ連行される。ポーギーが犯人であることは発覚しなかったものの、彼は自分が殺した相手を見ることができなかったため警察に1週間勾留されてしまう。勾留がとけて意気揚々と帰ってきたポーギーはベスの姿がないことに気づく。住民たちから、ポーギーがいない間に遊び人の麻薬の売人スポーティング・ライフがベスを誘惑し、2人が遠いニューヨークへ行ってしまったことを知らされたポーギーは悲嘆にくれるどころか、ベスを見つけるため、不自由な足をおして数千キロ離れたニューヨークを目指し旅立つ。

## 主要曲
- サマータイム Summertime
- うちの人は逝ってしまった My Man's Gone Now
- くたびれもうけ I Got Plenty o' Nuttin'
- ベス、お前は俺のもの Bess, You Is My Woman Now
- そんなことはどうでもいいさ It Ain't Necessarily So
- アイ・ラブ・ユー、ポーギー I Loves You, Porgy
- おお主よ、出発します O Lawd, I'm On My Way

## 編曲

### 『キャットフィッシュ・ロウ』組曲
作曲者自身が1936年に作った5つの楽章から成る管弦楽組曲である。主要曲が抜粋されメドレーのようにつなぎあわされている。
1. キャットフィッシュ・ロウ
2. ポーギー・シングス
3. フーガ
4. ハリケーン
5. おはよう

### 交響的絵画『ポーギーとベス』
ピッツバーグ交響楽団の指揮者フリッツ・ライナーの委嘱により、作編曲家ロバート・ラッセル・ベネットが1942年に作った管弦楽のための作品。原題はPorgy and Bess: A Symphonic Picture。
なお、R.R.ベネットには同名の吹奏楽作品も存在するが、管弦楽版とは別に作られたものであり、収録曲や構成が異なる。

### 『ポーギーとベス』による幻想曲
作曲家パーシー・グレインジャーが1951年に編曲した2台のピアノのための作品。10曲が抜粋されている。

### ヴァイオリン独奏版
ガーシュウィンと親交のあったヤッシャ・ハイフェッツがヴァイオリン独奏用に6曲を抜粋して編曲した。

### ジャズアレンジ
1957年に発表された、ルイ・アームストロングとエラ・フィッツジェラルドのアルバム「ポギーとベス」（発売時のタイトル。「ポーギーとベス」でない）は、15曲を抜粋したもので、ジャズアレンジ作品としては最も古いものである。翌1958年にはマイルス・デイヴィス、ギル・エヴァンス・オーケストラによる13曲からなるアルバムが発表された。その後も多くのジャズミュージシャンが「ポーギーとベス」をテーマとして演奏し、「サマータイム」はもはやジャズのスタンダードナンバーのように扱われている。

## 映画化
1959年に映画版された。監督オットー・プレミンジャー、製作サミュエル・ゴールドウィン、音楽監督アンドレ・プレヴィン。出演はシドニー・ポワチエ、ドロシー・ダンドリッジ、サミー・デイヴィスJr.など、オリジナル通りアフリカ系で占めた意欲作だった。
しかし、映画会社と監督が表現をめぐって対立したうえ、ガーシュウィンの遺族からクレームがつき、契約にもとづく映画公開とテレビ放映が終了した後、未だ公開が許可されておらず、事実上の封印作品となっている（ドイツ語字幕版は現存し、公開されている）。当然この映画のビデオDVD化はされていないが、サウンドトラックのみ発売された。また、レコード会社の関係でサミー・デイヴィスJr.の歌はサウンドトラック・アルバムから削除されており、キャブ・キャロウェイが代わりに歌っている。しかし、サミーの歌を収録したアルバムも存在している。

## 来日公演
1997年 ガーシュイン生誕百年祭世界ツアーオペラ「ポーギーとベス」日本公演。

## 関連
- ポーギーとベス（DVD・2005/9/14）
  - 指揮 サイモン・ラトル
  - ロンドン・フィルハーモニー管弦楽団

収録時間 3時間4分